# Danaphos
Danaphos is een monotypisch geslacht van straalvinnige vissen uit de familie van diepzeebijlvissen (Sternoptychidae).

## Soort
- Danaphos oculatus (Garman, 1899)